# Vlădaia - Oprișor
Vlădaia - Oprișor este o arie protejată (sit de importanță comunitară — SCI) din România, desemnată în scopul protejării biodiversității și menținerii într-o stare de conservare favorabilă a florei spontane și faunei sălbatice, precum și a habitatelor naturale de interes comunitar aflate în arealul zonei de protecție. Aceasta este întinsă pe o suprafață de 101,3 ha, integral pe uscat.

## Localizare
Centrul sitului Vlădaia - Oprișor este situat la coordonatele 44°20′16″N 23°04′16″E / 44.337694°N 23.071122°E. Situl se întinde pe teritoriile administrative ale comunelor Oprișor și Vlădaia din județul Mehedinți.

## Înființare
Situl Vlădaia - Oprișor a fost declarat sit de importanță comunitară (ROSCI0442) în ianuarie 2016 pentru a proteja o specie faunistică.

## Biodiversitate
Situată în ecoregiunea continentală, aria protejată nu include niciun habitat protejat.
La baza desemnării sitului se află o specie protejată de  mamifere: popândău (Spermophilus citellus).